# الميزاب (القلعة)
الميزاب هو دُوَّار يقع بجماعة بني وليد، إقليم تاونات، جهة فاس مكناس في المملكة المغربية. ينتمي الدوّار لمشيخة القلعة التي تضم 5 دواوير. يقدر عدد سكانه بـ 861 نسمة حسب الإحصاء الرسمي للسكان والسكنى لسنة 2004.

## روابط خارجية
- البوابة الوطنية للجماعات الترابية
- المندوبية السامية للتخطيط